# D’Nealian
D'Nealian ist eine in den USA verwendete Ausgangsschrift für das lateinische Alphabet, wie es für die englische Sprache verwendet wird.
Die Schrift wurde von dem Lehrer Donald Neal Thurber (1927–2020) erfunden und 1978 eingeführt. Ihr Name setzt sich aus dem Anfangsbuchstaben seines Vornamens und seinem Mittelnamen zusammen.
D’Nealian umfasst sowohl eine Druckschrift (D'Nealian manuscript) als auch eine Schreibschrift (D'Nealian cursive). Die Schreibschrift basiert auf der Palmer-Methode. Die Druckschrift hat einige Eigenschaften mit der Schreibschrift gemein, darunter die Schrägstellung der Schriftzeichen, was das Erlernen der Schreibschrift erleichtern soll. 

## Kritik
D’Nealian wurde unter anderem dafür kritisiert, dass das Hinzufügen von „Affenschwänzen“ bei den Druckbuchstaben einen zusätzlichen „dritten Schritt“ beim Schreibenlernen darstelle.
Eine von Steve Graham durchgeführte Studie aus dem Jahr 1993 kam zu dem Ergebnis, dass es keine soliden Anzeichen dafür gebe, dass D’Nealian Kindern das Schreibenlernen erleichtere. Außerdem bedeute diese Ausgangsschrift zusätzliche Mühen für Lehrer (die sie selbst erlernen und gegenüber Eltern verteidigen müssten) und viele Kinder müssten von derjenigen Schrift, die sie bereits vor Beginn ihres formalen Schriftunterrichts erlernt haben, auf die Ausgangsschrift umlernen.